# Nemania Milogevits
Nemania Milogevits (in greco Νεμάνια Μιλόγεβιτς?; in serbo Немања Милојевић?, Nemanja Milojević; Atene, 23 febbraio 1998) è un calciatore greco con cittadinanza serba, centrocampista del Čukarički.

## Carriera

### Club
Ha giocato nella massima serie dei campionati serbo e greco.

### Nazionale
Ha giocato nelle nazionali giovanili greche Under-19 ed Under-21.